# Nossa Senhora da Graça (nau de 1556)
A Nossa Senhora da Graça foi uma carraca (nau) portuguesa.
Era naquele tempo o maior navio da carreira das Índias Orientais. Naufragou em 1559 .